# 2972 Niilo
A 2972 Niilo (ideiglenes jelöléssel 1939 TB) a Naprendszer kisbolygóövében található aszteroida. Yrjö Väisälä fedezte fel 1939. október 7-én.